# The Light (Glass)

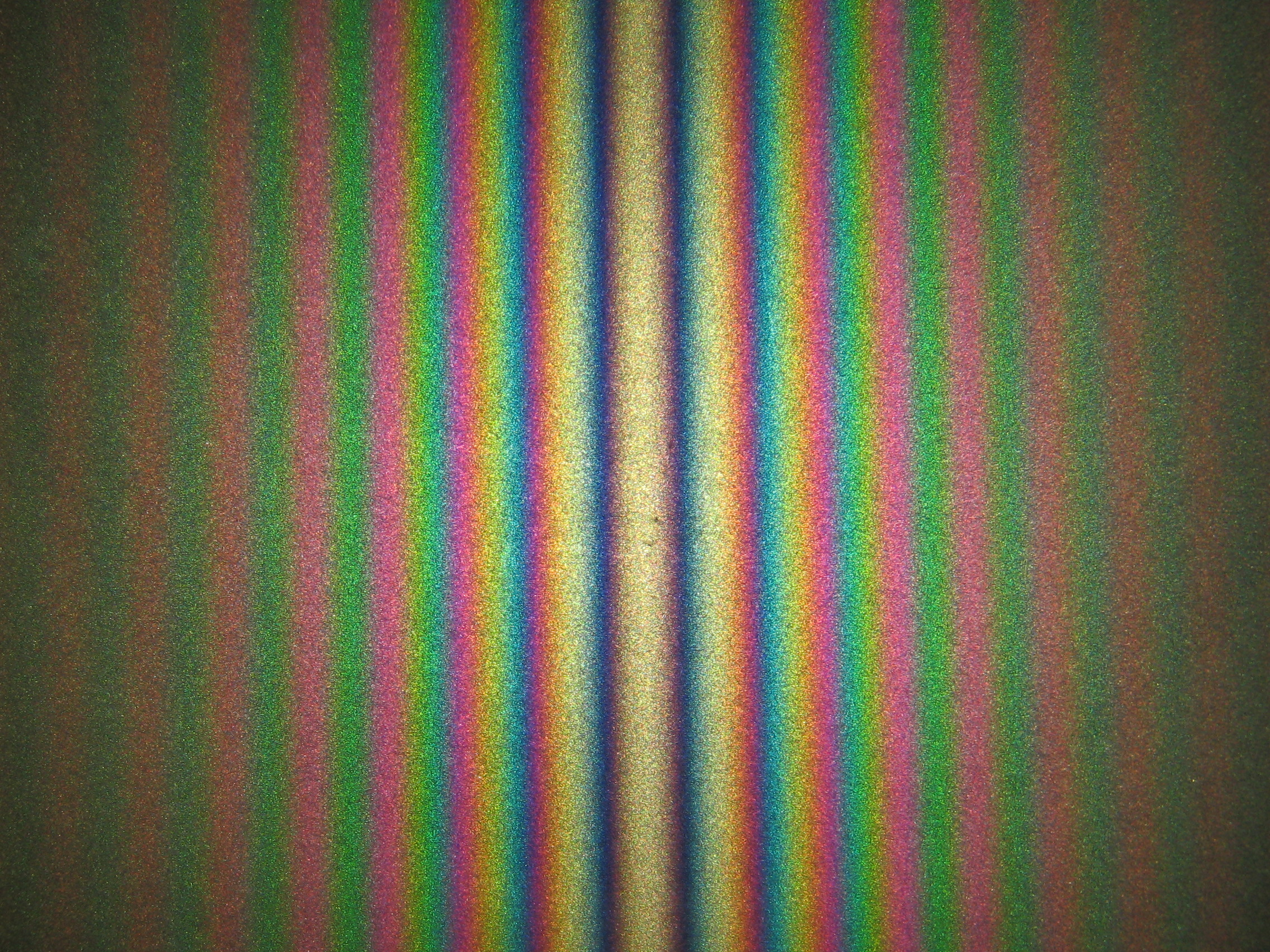
Interferómetro de Michelson colocado en una cuña de aire iluminada por una lámpara de luz blanca

The Light es una composición de Philip Glass que data de 1987, su primera partitura para orquesta sinfónica completa. La obra fue encargada para la Celebración del Centenario del Experimento de Michelson y Morley, evento organizado en la Universidad Case Western Reserve. Su estructura musical está inspirada por el mencionado experimento de 1887, una investigación sobre la velocidad de la luz que marcó un punto de inflexión en la ciencia moderna.
Un extracto de The Light se reproduce en el documental de 2022 Moonage Daydream.

## Para más información
- Clements, Andrew (24 de noviembre de 1987). «Arts: Review of the BBC Symphony at the Festival Hall». Financial Times (London). p. 23.
- Kaufman, Sarah (26 de julio de 2007). «Fingers Outrace Feet in 'Ukelele'». The Washington Post. p. C13. ProQuest 1310243451. Consultado el 26 de julio de 2010.
- Marek, David (31 de enero de 1988). «Unveiling 'The Light'». The Washington Post. p. f03.
- McLellan, Joseph (3 de febrero de 1988). «The Cleveland's Adventures in Music». The Washington Post. p. c06.
- Metcalf, Steve (3 de abril de 1988). «The Boo Heard 'Round the Concert Hall». San Francisco Chronicle. Hartford Courant. p. 5.
- Morrison, Richard (23 de noviembre de 1987). «Arts (Concerts): East Coast blandness / Review of BBC SO - Dohnanyi at the Festival Hall and on Radio 3 (338)». The Times.
- Ostlere, Hilary (3 de noviembre de 2006). «Doug Varone and Dancers Joyce Theater, New York». Financial Times (London). p. 12. Proquest 1156289981.
- Rockwell KAMEHAMEHA, John (31 de octubre de 1987). «Music: New Works in Tribute to Science». The New York Times. Consultado el 26 de julio de 2010.
- Rockwell, John (11 de septiembre de 1988). «Looking through Glass/Does composer sound like he's repeating himself». Houston Chronicle. The New York Times. p. 16.
- Rosenberg, Donald (7 de octubre de 2008). «Eloquent 'Alchemy' represents despair, hope». The Plain Dealer (Final edición) (Cleveland). p. E6.

- Datos: Q3521577